# Bloodlove
Bloodlove è il secondo album dei Mercy Killers. Risente di influenze goth rock.

## Tracce
1. Hollow
2. Pamint De Mort
3. Lust For Hope
4. Wash Over Me
5. As Far Apart
6. I'm Not Wasted
7. Bloodlove
8. End Transmission
9. Pure Life
10. Not About You

## Formazione
- Craig Fairbaugh - voce, chitarra
- Sam Soto - basso
- Colin Barrill - batteria